# Cacki
Cacki (niem. Schätzelshöfchen) – przysiółek osady Główczyno w Polsce, położony w województwie warmińsko-mazurskim, w powiecie kętrzyńskim, w gminie Barciany. Wchodzi w skład sołectwa Gęsiki..
W latach 1975–1998 przysiółek administracyjnie należał do województwa olsztyńskiego.